# Rio (pjesma)
"Rio" je sedmi singl s istoimenog albuma engleskog novo valnog sastava Duran Duran. Prvi puta je objavljen kao singl u Australiji u kolovozu 1982. godine, a zatim u Ujedinjenom Kraljevstvu 1. studenog 1982. godine.
Pjesma je četvrti, konačni, i istoimeni singl s drugog studijskog albuma sastava, te je preuređena za objavu. Objavljen je u listopadu 1982. godine te je dospjeo na Top 10 ljestvicu hitove u UK-u, dospjevši na deveto mjesto tijekom prosinca 1982. godine.
"Rio" je u Australiji objavljen kao treći singl, te je debitirao na Kent Music Report ljestvici top 100 singlova u rujnu 1982. godine.
Pjesma nije bila mnogo cjenjena u SAD-u prilikom prvog objavljivanja, ali se puštala već početkom kolovoza 1982. godine, na utjecajnom radiju KROQ u Los Angelesu. Nakon što je hit sastava "Hungry Like the Wolf" postao velik na MTV-u i američkim ljestvicama u prosincu 1982. godine, radio operateri počeli su davati više pažnje pjesmi, za koju su rekli da se lako pamti te da ima odličnu dionicu na bas-gitari. Capitol Records je nakon toga ponovno izdao pjesmu kao singl te je ovaj put debitirala na glazbenim ljestvicama SAD-a gdje je dospjela na čak 14. mjesto.

## Pozadina
Klavijaturske dionice na "Riu", koje su dobro poznate među ljubiteljima Durana Durana i sintisajzera općenito, odradio je arpeggiator—a pomagalo koje može svirati individualnu notu na refrenu u odabranom uzorku. Pričalo se da je sintisajzer pomoću kojega je to bilo moguće bio Roland Jupiter-8. Ipak, klavijaturist sastava Nick Rhodes, rekao je kako je to zapravo bio Roland Jupiter-4, koji je koristio nasumične postavke za arpeggiator.
Rhodes je napravio neobičan zvuk na početku pjesme pomoću malih metalnih šipki koje je bacao na glasovir u studiju. Snimljeni zvuk kasnije je preokrenut kako bi se dobio zvuk s početka pjesme. Smijeh u pjesmi dala je Rhodesova djevojka u vrijeme snimanja.
Stihovi pjesme ispirirani su ranijom pjesmom sastava "See Me, Repeat Me", a refren je preuzet sa "Stevie's Radio Station", pjesme koju je napisao TV Eye s kojim je bio pjevač Andy Wickett, jedan od prvih pjevača Durana Durana. Pjesma je bila jedna od dražih Nicku i Johnu te ju je Duran Duran pripojio svojoj listi pjesama uživo.
Solo dionicu tenor saksofona, odsvirao je Andy Hamilton, koji je radio s Wham!om i Eltonom Johnom.

## Glazbeni video
Redatelj Russell Mulcahy snimio je glazbeni video za "Rio", koji je istaknuo ikonične slike članova sastava u Antony Price odjelima, pjevajući i igrajući se na jahti koja plovi po Karipskom moru. Jahta korištena u videu zvala se Eilean. Ostali kratki segmenti video prikazuju članove sastava koji pokušavaju uživati u svom odmoru, no obojena lisica Reema Ruspoli počne praviti budale od njih, zezati i mučiti ih.
Video je snimljen u tri dana tijekom svibnja 1982. godine, na otoku Antigva. Scene s jahtom snimljene su zaljevu engleske luke, scene na plaži kod Miller plaže, te scena sa splavom na Shirley Heights. Neke snimke iz bliza kasnije su ponovno snimljene zbog pogrešaka tijekom prvobitnog snimanja.
Redatelj Mulcahy je prvobitno htio snimiti scenu kojoj članove sastava tjeraju s otoka ljudi s pištoljima u ruci, ali nije imao dovoljno filma da snimi scenu. Čak je trebao posuditi kameru od turista kako bi snimio scenu u kojoj Nick Rhodes svira saksofon na splavu. Kada je video dobio gledanost na VH1-ovoj Pop-Up Video, spomenuto je da su se nakon snimanja video, Mulcahy, Simon Le Bon, i John Taylor otišli kupati samo nekoliko centimetara udaljeni od morskih pasa te da im se kapetan jahte zaderao da brzo izađu iz vode. Nick Rhodes je navodno bolovao od morske bolesti tijekom snimanja te je često govorio da "mrzi brodove osim ako nisu zavezani i imaju koktele."
Dok su bili na Antigvi, sastav je također snimio video za još jednu pjesmu s albuma "Night Boat", koji se pojavio zajedno s videom za "Rio" a i devet drugih videa na  Duran Duran videoalbumu iz 1983. godine.

## Formati i popis pjesama

### 7": EMI. / EMI 5346Ujedinjeno Kraljevstvo
1. "Rio" – 4:40
2. "The Chauffeur (Blue Silver)" – 3:48

- Prva skladba je "Singl izdanje".
- Druga skladba je "rana inačica" te je kraća akustična verzija pjesme.

### 7": EMI. / EMI 5346 Ujedinjeno Kraljevstvo
1. "Rio" – 5:11
2. "The Chauffeur (Blue Silver)" – 3:48

- Prva skladba je "Rio" (prvi dio).

### 12": EMI. / 12 EMI 5346 Ujedinjeno Kraljevstvo
1. "Rio" (Part 2) – 5:29
2. "Rio" (Part 1) – 5:11
3. "My Own Way" – 4:34 (tkzv. "Carnival remix")

### 7": Harvest. / B-5175Sjedinjene Američke Države(1982.)
1. "Rio" (inačica SAD singla) – 4:34
2. "Hold Back the Rain" (inačica s albuma) – 3:59

### 7": Capitol. / B-5215 Sjedinjene Američke Države (reizdanje 1983.)
1. "Rio" (inačica SAD remixa) – 3:57
2. "Hold Back the Rain" (inačica SAD remixa s albuma) – 6:32

### CD: DioSingles Box Set 1981-1985boxseta
1. "Rio" (Part 1) – 5:11
2. "The Chauffeur" (Blue Silver) – 3:48
3. "Rio" (Part 2) – 5:29
4. "My Own Way" (Carnival remix) – 4:34

## Zasluge
- Simon Le Bon – glavni vokali
- Nick Rhodes – klavijature, sintisajzeri, zvučni efekti
- John Taylor – bas-gitara, prateći vokali
- Andy Taylor – gitara, prateći vokali
- Roger Taylor – bubnjevi, udaraljke

Gostujući glazbenici
- Andy Hamilton – tenor saksofon

## Ljestvice
| Ljestvice (1982. – 83.)       | Položaj |
| ----------------------------- | ------- |
| Australija                    | 60.     |
| Kanada                        | 3.      |
| Finska                        | 14.     |
| Irska                         | 9.      |
| Novi Zeland                   | 36.     |
| UK Singles Chart              | 9.      |
| SAD Billboard Hot 100         | 14.     |
| SAD Billboard Mainstream Rock | 5.      |
| SAD Cash Box Top 100          | 14.     |

| Ljestvice (1983.)              | Položaj |
| ------------------------------ | ------- |
| Kanada                         | 37.     |
| SAD Cash Box                   | 94.     |
| SAD Joel Whitburnov Pop Annual | 104.    |